# Olympia 1964
Albums de Jacques Brel
Mathilde
(1963) Jacky
(1965)
Olympia 1964 est un album de Jacques Brel paru en 1964. Il documente son passage à l'Olympia en octobre de la même année. 

## Autour de l'album
Ce disque est cité dans l'ouvrage de référence de Robert Dimery Les 1001 albums qu'il faut avoir écoutés dans sa vie.
L'édition originale ne comprend que huit chansons (pistes 1 à 8), il faut attendre l'édition en CD pour que le récital soit diffusé dans son intégralité ; toutefois l'ordre donné des titres ne restitue pas la chronologie du tour de chant (la parution du double CD Olympia 1964 - 1966 en 2016, propose une organisation des titres différents et plus fidèle à ce qu'a été sur la durée le passage de Jacques Brel en 1964 dans la salle de Bruno Coquatrix

## Liste des titres
Textes et musiques de Jacques Brel, sauf spécifications contraires.
Les morceaux marqués d'un astérisque n'ont jamais été enregistrés par Jacques Brel en studio.
Les morceaux marqués du symbole ° ont été publiés pour la première fois à l'occasion de la réédition de l'album sur support CD sur boxe "Integrale" en 1988 et en 2003.
| No  | Titre                   | Compositeur(s)                              | Durée |
| --- | ----------------------- | ------------------------------------------- | ----- |
| 1.  | Amsterdam *             |                                             | 3:20  |
| 2.  | Les Timides *           |                                             | 3:41  |
| 3.  | Le Dernier Repas        |                                             | 3:34  |
| 4.  | Les Jardins du casino * | Jacques Brel & Gérard Jouannest             | 3:29  |
| 5.  | Les Vieux               | Jacques Brel, Gérard Jouannest & Jean Corti | 4:10  |
| 6.  | Les Toros               | Jacques Brel, Gérard Jouannest & Jean Corti | 2:38  |
| 7.  | Tango funèbre           | Gérard Jouannest                            | 3:04  |
| 8.  | Le Plat Pays            |                                             | 3:12  |
| 9.  | Les Bonbons °           |                                             | 3:08  |
| 10. | Mathilde °              | Gérard Jouannest                            | 2:29  |
| 11. | Les Bigotes °           |                                             | 2:43  |
| 12. | Les Bourgeois °         | Jacques Brel & Jean Corti                   | 2:52  |
| 13. | Jef °                   |                                             | 3:27  |
| 14. | Au suivant °            |                                             | 2:55  |
| 15. | Madeleine °             |                                             | 3:14  |

## Musiciens
- Jean Corti : accordéon
- Gérard Jouannest : piano
- Grand Orchestre de l'Olympia

## Production
- Arrangements et direction d'orchestre : François Rauber
- Prise de son : ?
- Production exécutive : Norbert Saada
- Crédits visuels : Jean-Pierre Leloir, José Dworkine
- Textes de la pochette originale : Jacques Chancel, Maurice Biraud